# Trichonta apicalis
Trichonta apicalis är en tvåvingeart som beskrevs av Gabriel Strobl 1898. Trichonta apicalis ingår i släktet Trichonta och familjen svampmyggor. Enligt den finländska rödlistan är arten nära hotad i Finland. Arten är reproducerande i Sverige. Artens livsmiljö är naturmoskogar. Inga underarter finns listade i Catalogue of Life.